# Cultura de Swift Creek

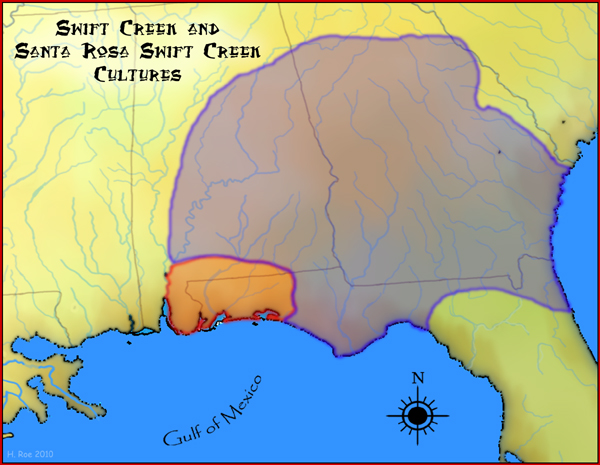
La Cultura de Swift Creek en el territorio actual de los Estados Unidos de América

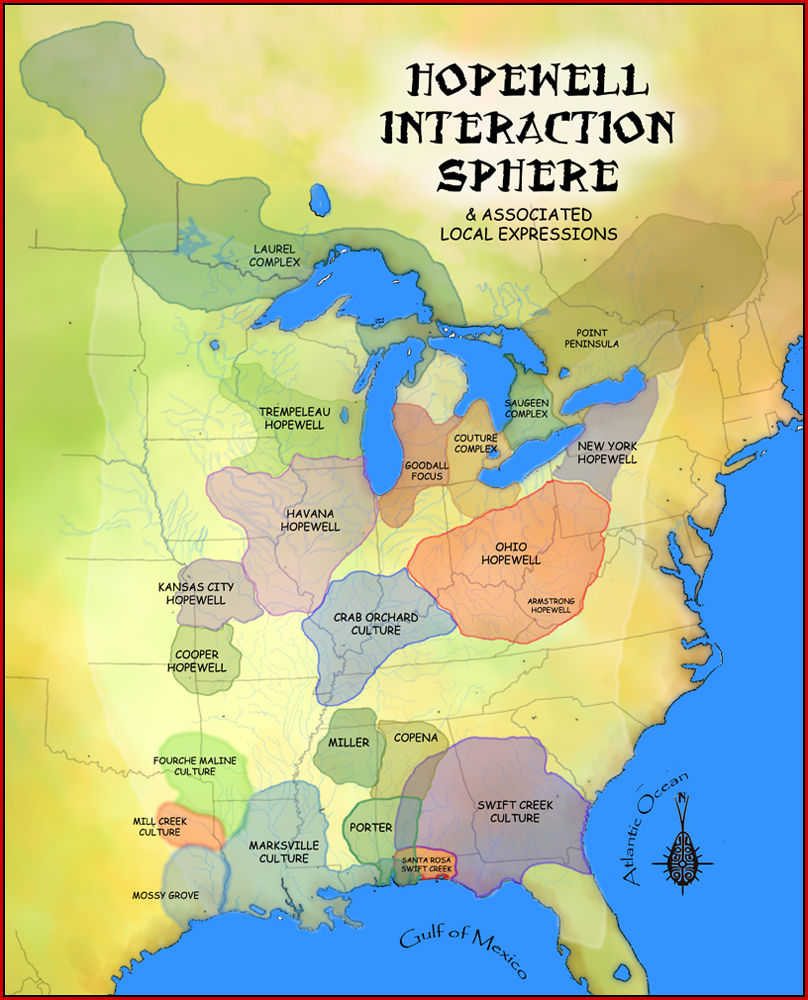
El conjunto de la Cultura Hopewell de la que la Cultura Swift Creek era parte.

Cultura de Swift Creek es el nombre en inglés que se ha dado a los pueblos y a los rastros arqueológicos de su proceso civilizatorio, que se desarrollaron en el periodo denominado silvícola medio, hacia los años 100 - 800 d. C., en el territorio comprendido por los estados de Georgia, Alabama, Carolina del Sur y Tennessee de los Estados Unidos de América.

## Elementos descriptivos
La Cultura Swift Creek (swift creek significa literalmente arroyo raudo en español) fue contemporánea e interactuó con la Cultura Hopewell, y algunos autores se refieren a ella como prácticas hopewelianas. El lugar representativo de esta cultura es el denominado Sitio de montículos Swift Creek en el condado de Bibb, estado de Georgia. Los Montículos de Leake sería otro sitio típico de esta cultura, también en Georgia.
Los pueblos que habitaron Swift Creek en la prehistoria eran por lo general constructores de montículos, no sedentarios y cuya alimentación se basó en la cacería, la pesca y la recolección. Swift Creek, sin embargo, se caracterizó también por su producción de cerámica de barro con diseños elaborados, conteniendo elementos decorativos grabados y curvilíneos. Ejemplos de esta decoración fueron encontrados en pedacería dispersa de vasijas en los sitios de Swift Creek y también recibieron el nombre de hopewelianos para vincularlos a la Cultura Hopewell cuyos alcances geográficos fueron mucho más amplios, como en las zonas de montículos del estado de Indiana y otros.